# Antimycoticum

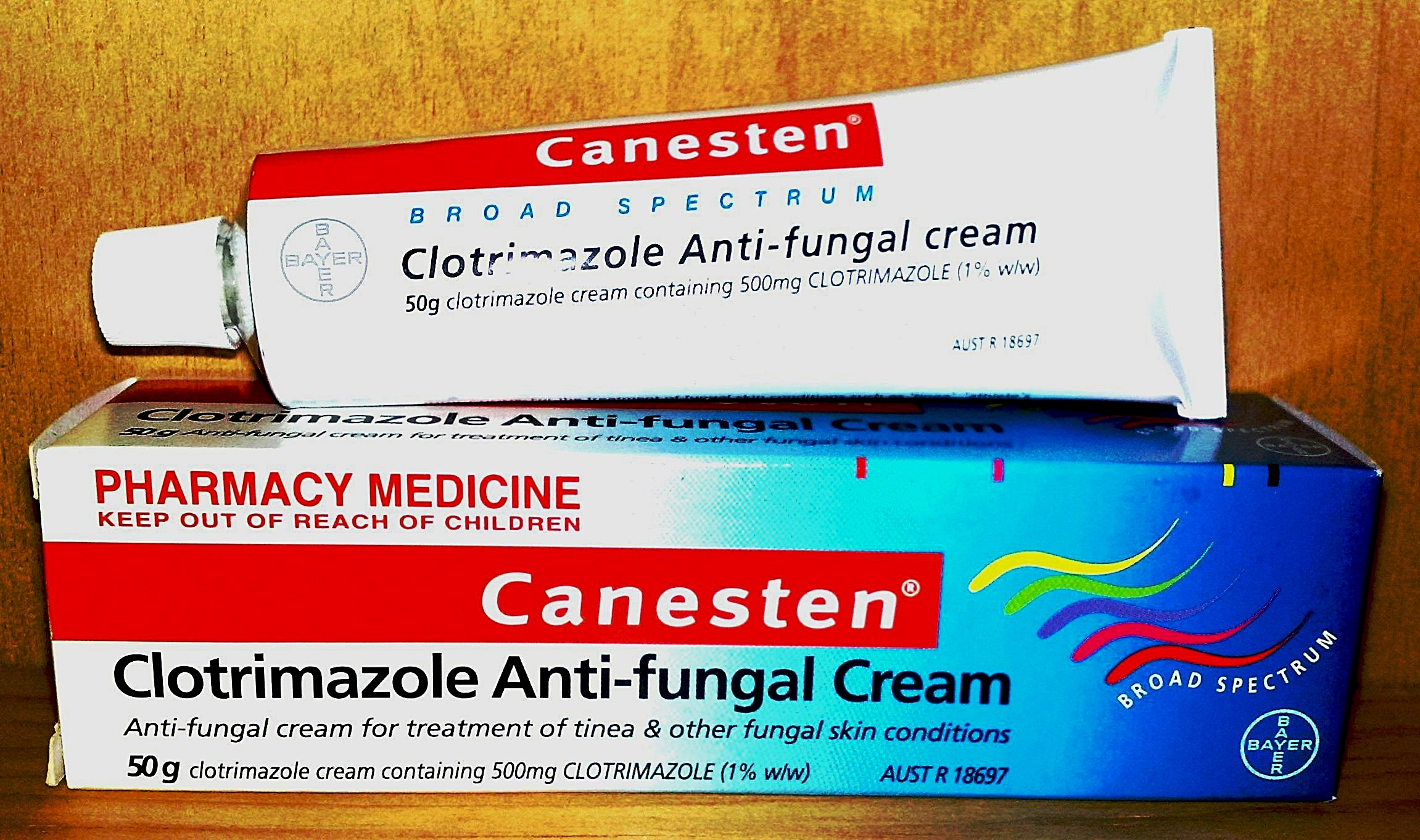
Canesten, (clotrimazol) antischimmelcrème

Antimycotica (enkelvoud antimycoticum) zijn geneesmiddelen met een schimmelwerende (fungistatische) of schimmeldodende (fungicide) werking en worden meestal verdeeld in antimycotische antibiotica en chemotherapeutica. Antimycotica worden ingezet bij schimmelinfecties zoals zwemmerseczeem. 
Antibiotica zijn niet werkzaam tegen schimmels.

## Antimycotische antibiotica
- polyenen (nystatine, amfotericine B, natamycine)
- griseofulvine

## Chemotherapeutica
- vetzuren
- chinolinederivaten
- imidazolen (ketoconazol, miconazol, clotrimazol, econazol, sulconazol)
- triazolen (fluconazol, itraconazol)
- allylaminen (terbinafine)
- flucytosine